# ناحیه شبام کوکبان
ناحیهٔ شبام کوکبان (به عربی: مدیریة شبام کوکبان) یک ناحیه در یمن است که در استان محویت واقع شده‌است. ناحیهٔ شبام کوکبان ۳۹٬۱۶۳ نفر جمعیت دارد.